# Marzena Paduch
Marzena Hanna Paduch z domu Kuc (ur. 7 kwietnia 1965 w Zwoleniu) – polska polityk, urzędniczka, przedsiębiorca i działaczka związkowa, posłanka na Sejm V kadencji.

## Życiorys

### Wykształcenie i praca zawodowa
W 1985 ukończyła Technikum Energetyczne Zarządu Energetycznego Wschodniego w Radomiu. W tym samym roku podjęła pracę na stanowisku starszego referenta ds. technicznych w Rejonowym Zakładzie Energetycznym w Zwoleniu. Prowadzi też działalność gospodarczą w zakresie produkcji filmów i organizacji imprez okolicznościowych. Została również wokalistką weselnego zespołu Sax, który współtworzyła w 1993, grając także na saksofonie.

### Działalność polityczna
W młodości działała w ZSMP, następnie wstąpiła do NSZZ „Solidarność” i objęła przewodnictwo komisji zakładowej w RZE w Zwoleniu. Była też członkinią Międzyzakładowej Komisji Koordynacyjnej tego związku w Skarżysku-Kamiennej.
W 1998 bezskutecznie kandydowała do zwoleńskiej rady miasta. W wyborach parlamentarnych w 2001 bezskutecznie ubiegała się o mandat posła z listy Alternatywy Ruchu Społecznego. W 2002 wstąpiła do Związku Zawodowego Rolnictwa „Samoobrona” oraz Samoobrony RP. Stanęła na czele lokalnych struktur tej partii. Weszła też do jej rady wojewódzkiej. Od 2002 do 2005 zasiadała z ramienia tego ugrupowania w radzie powiatu zwoleńskiego. W wyborach parlamentarnych w 2005 z jego listy uzyskała mandat poselski na Sejm V kadencji z okręgu radomskiego liczbą 7838 głosów. Pracowała w Komisji Sprawiedliwości i Praw Człowieka, Komisji do Spraw Kontroli Państwowej oraz Komisji Nadzwyczajnej ds. zmian w Konstytucji RP. Przewodniczyła także Podkomisji nadzwyczajnej do rozpatrzenia poselskiego projektu nowelizacji ustawy o prokuraturze.
W przedterminowych wyborach parlamentarnych w 2007 bez powodzenia ubiegała się o reelekcję (otrzymała 2946 głosów). W październiku 2008 została wybrana do rady krajowej Samoobrony RP. W maju 2010 wystąpiła z partii. W wyborach samorządowych w tym samym roku utworzyła swój komitet wyborczy wyborców i z jego ramienia bez powodzenia kandydowała do rady powiatu oraz na burmistrza Zwolenia, ponownie z własnego komitetu (otrzymała 17,76% głosów i zajęła drugie miejsce spośród sześciu kandydatów). Również bez powodzenia kandydowała na radną i burmistrza cztery i osiem lat później (w 2018 z poparciem Wolnych i Solidarnych). W wyborach prezydenckich w 2015 była powiatową pełnomocniczką komitetu Pawła Kukiza. W 2019 wstąpiła do Ruchu Narodowego, w wyborach parlamentarnych w tym samym roku kandydowała bezskutecznie do Sejmu z listy współtworzonej przez tę partię Konfederacji Wolność i Niepodległość. W 2024 ubiegała się natomiast o mandat radnej powiatu.

## Życie prywatne
Jest mężatką, ma córkę.